# Broker Consulting
Broker Consulting, a. s., je česká společnost založená 21. května 1998, která poskytuje v České a Slovenské republice služby z oblasti osobních a rodinných financí, bankovních a realitních služeb, a to prostřednictvím sítě finančních konzultantů a obchodních míst OK POINT.V roce 2023 dosáhl obrat z hlavní činnosti Broker Consulting ČR a SR 2,9 miliardy korun a počet klientů přesáhl 700 tisíc. Zakladateli společnosti jsou bratři Petr a Martin Hrubý, Petr Hrubý je současným předsedou dozorčí rady společnosti. Generálním ředitelem a předsedou představenstva Broker Consulting je Vilém Podliska.
Podle údajů z výroční zprávy 2023 byla struktura dle počtu smluv společnosti Broker Consulting na českém trhu z oblasti bankovnictví 8 %, investic 27 %, neživotního pojištění 34 %, životního pojištění 21 %, penzijních produktů 6 %, realitních obchodů 4 % a ostatních 0 % a na slovenském trhu z oblasti neživotní pojištění 50 %, životní pojištění 12 %, bankovnictví 8 %, investice 21 %, penzijní produkty 4 %, realitní obchody 4 % a ostatní 1 %.
Do širší skupiny Broker Consulting patří V České republice společnost Broker Consulting SICAV, a. s., založená v červnu 2018, společnost ProCredia, a. s., společnost ProDomia Group, a. s. a MONECO investiční společnost, a. s. Na Slovensku patří do skupiny dceřiná společnost FinCo Services, a. s. a společnost BC Marketing & Media, s. r. o.. V červnu 2018 se skupina Broker Consulting Group koupila kvalifikovanou účast (50% podíl) ve společnosti MONECO.. Broker Consulting je také spoluzakladatelem a generálním partnerem charitativní organizace Dobrý skutek a občianskeho združenie Dobrý skutok SK. a zakladatelem obecně prospěšné společnosti ABC Finančního vzdělávání.. Broker Consulting je také členem České asociace společností finančního poradenství a zprostředkování (ČASF) a Komory realitních zprostředkovatelů (KORZA). Společnost má sídlo v Plzni na Jiráskově náměstí 2684/2, centrála pak sídlí v budovách v Plzni na Jiráskově náměstí 2684/2 a v Praze v Avenir Business Park , ulice Radlická 751/113E.

## Historie

### 1998
21. května 1998 založena společnosti Broker Consulting, s. r. o., se sídlem v Plzni. Zakladateli jsou bratři Petr a Martin Hrubý.

### 2004
Změna právní formy na Broker Consulting, a. s.

### 2005
Dochází k akvizici se společností Integrated Financial Services, s. r. o. Broker Consulting buduje pracoviště centrály v Praze. Za podpory společnosti Broker Consulting, a. s., a Jágr Team, s. r. o., byla založena charitativní organizace Dobrý skutek, která od svého založení v roce 2005 do 31. 12. 2017 pomohla 1 275 klientům celkovou částkou 56 816 985 korun.

### 2006
V Plzni se společnost stěhuje na adresu Jiráskovo náměstí 2684/2, Východní Předměstí, 326 00 Plzeň, kde stále sídlí. Je založena oborová asociace Unie společností finančního zprostředkování (USF ČR), jejímž zakládajícím členem se stává i Broker Consulting. Společnost se rozšiřuje na Slovensko a zakládá 11. července 2006 Broker Consulting, s. r. o., se sídlem v Bratislavě. K 31. 12. 2006 má společnost 182 tisíc klientů, 700 spolupracovníků a obrat 346 milionů korun.

### 2008
Společnost slaví 10 let na českém trhu. Akvizice se společností Olymp 2002, a. s. Ke 31. 12. 2008 dosahuje skupina obratu 445 milionů korun.

### 2009
Založena Broker Consulting Group, a. s., společnost s výhradně českým kapitálem, která zastřešuje všechny zahraniční pobočky koncernu Broker Consulting.

### 2010
Dochází ke strategickému spojení se společností FinCo & Partners, a. s., v roce 2015 přejmenovanou na FinCo Services, a. s.

### 2011
Společnost Broker Consulting získala vítězství v největším testu finančních poradců. Výsledky testu publikovaly zpravodajský server iDNES.cz a odborný portál Měšec.cz. Broker Consulting založil obecně prospěšnou společnost ABC Finančního vzdělávání, která v roce 2017 realizovala celkem 100 vzdělávacích akcí, kterých se zúčastnilo 1 545 mladistvých, 264 dospělých a 40 odborníků.

### 2012
Broker Consulting se podle průzkumu agentury PPM Factum Research stává nejznámější značkou na trhu finančního poradenství. Založené občianske združenie Dobrý skutok SK za podpory společnosti Broker Consulting a českého sdružení Dobrý skutek s cílem pomáhat také na Slovensku.

### 2013
Společnost Broker Consulting rozšiřuje nabídku o realitní služby, kterou od roku 2014 zpřístupňuje široké veřejnosti.

### 2015
Broker Consulting otevírá první franšízovou pobočku pod značkou OK POINT v Praze v Klimentské ulici. a uzavírá strategické partnerství s mBank 

### 2016
Společnosti Broker Consulting překonala tržby jednu miliardu korun a uzavřela přes 100 tisíc nových smluv.

### 2017
Česká národní banka udělila společnosti Broker Consulting pokutu 800 000 korun, a to na základě kontrol v letech 2013 až 2015. Podle ČNB se pochybení týkala absence pravidel kontroly svých vázaných zástupců, nedostatečného informování o výši provizí a nedostatečné evidence klientských pokynů, čímž společnost Broker Consulting porušila několik paragrafů zákona o podnikání na kapitálovém trhu. Společnost Broker Consulting dle svého vyjádření pochybení již napravila.
Dále Česká národní banka potrestala společnost Broker Consulting uložením nápravných opatření, a to na základě prohřešků z let 2012–2015. Podle závěrů kontroly ČNB společnost Broker Consulting vykonávala zprostředkovatelskou činnost v pojišťovnictví i s osobami bez registrace v registru ČNB. Dalším prohřeškem, zjištěným v 63 ze 71 kontrolovaných smluv, bylo nedostatečné zaznamenávání individualizovaných požadavků, potřeb a důvodů, na základě kterých byl vybrán daný pojistný produkt. Finanční poradci společnosti Broker Consulting se také prohřešili tzv. přesmlouváním smluv týkajících se životního pojištění. Finanční poradci, motivováni ziskem provize, tak každé 2-3 roky navštěvovali klienty s uzavřeným životním pojišťováním a přesvědčovali je o uzavření nové smlouvy. Klienta však neinformovali o tom, že v takovém případě dojde ke ztrátě jimi naspořené částky.

### 2018
Společnost slaví 20 let na trhu. Broker Consulting a mBank otevřely jubilejní 30. OK POINT a zároveň mají první franšízantku, která otevřela více než jednu pobočku. V červnu založil Broker Consulting vlastní investiční fond pod značkou Broker Consulting SICAV. Broker Consulting Group koupil 50procentní podíl v brněnské společnosti MONECO, která působí na českém trhu od roku 1993 a věnuje se poradenské a vzdělávací činnosti v oblasti investic se zaměřením na soukromé investory a finanční instituce a vydává odborný časopis FOND SHOP. Společnost zahajuje přechod na biometrické podpisy všech smluv.

### 2019
V lednu se společnost Broker Consulting stala řádným členem České asociace franchisingu ČAF. V únoru otevírá 44. pobočku OK POINT v Praze Na Pankráci. Zároveň se jedná o 11. pražský OK POINT. V červenci na trh uvedla společnost Broker Consulting ve spolupráci s Conseqem s novým podfondem OK Smart BOND. Od srpna společnost pravidelně médiím poskytuje Broker Consulting Indexy. V září otevírá 45. OK POINT v Ostravě-Porubě. V prosinci pak 46. pobočku v Praze na Jižním Městě. Na této pobočce je poprvé představena spolupráce s MONETA Money Bank, která je druhým partnerem tohoto projektu vedle mBank..

### 2020
Společnost Broker Consulting se stává zakládajícím členem Komory realitních zprostředkovatelů KORZA. Skupina Broker Consulting získala licenci investiční společnosti. MONECO investiční společnost byla zapsána v registru České národní banky s licencí pro retailové investiční fondy.

### 2021
Společnost zprostředkovala realitní transakce v hodnotě 10,5 miliard Kč a v realitách si připsala za rok 2021 85 % růst. Vedle toho zahájila spolupráci se společností Zásilkovna, jejíž služby mohou klienti využívat na vybraných pobočkách OK POINT. Ve spolupráci s MONECO investiční společností spustila také nové služby MONECO Family Office pro bonitní klientelu.

### 2022
Stěhování pražské centrály Broker Consulting. Společnost přesídlila na adresu Avenir Business Park, s.r.o., Radlická 751/113E, 158 00 Praha.
Celkový počet klientů přesáhl hranici počet 700 000 tisíc klientů. Na realitním trhu, který postihl výrazný pokles, zprostředkovali konzultanti Broker Consulting prodej nemovitostí v celkové hodnotě 10,3 miliardy korun. Správa investic přesáhla 24,5 miliardy korun (meziroční zvýšení AUM o 27,38 procent).[zdroj⁠?!]  Firemní spuštění Sjednavače pojištění osob, který umožňuje bezpapírové sjednání životního pojištění. Zahájení plošného měření spokojenosti klientů prostřednictvím metody Net Promoter Score. Došlo k překročení hranice 100 milionů korun věnovaných dárci charitativní organizaci Dobrý skutek. Meziročně narostl počet investičních smluv o polovinu. Zahájení výstavby developerských projektů Nová Papírna a Borský park (pod BC Real).[zdroj⁠?!]

### 2023
Obrat širší skupiny Broker Consulting dosahuje 2,9 miliardy Kč. Za rok 2023 bylo uzavřeno 112 tisíc nových smluv.  Společnosti se podařilo vstoupit na španělský realitní trh, kde prodává developerské projekty i již zkolaudované nemovitost. Došlo k představení novinky – investiční aplikace BWM určená klientům Broker Consulting a také představení nové verze OK Finančního plánu 5G. Mimo jiné bylo realizováno několik celorepublikových průzkumů a následně tiskových konferencí za účasti předních expertů na ekonomiku. V neposlední řadě došlo k rebrandingu poboček OK POINT na pobočky Broker Point a Broker Point Premium.

## Dobrý skutek
Spolek Dobrý skutek byl založen 21. 4. 2005 za podpory společnosti Broker Consulting, a. s., a Jágr Team, s. r. o. Spolek umožňuje cíleně podporovat ty, kteří se ocitli ve složité životní situaci a bez pomoci druhých se v dané chvíli neobejdou. Podpora je realizována prostřednictvím finančních sbírek, které jsou zveřejňovány na webových stránkách spolku Dobrý skutek. Patronkou je moderátorka a modelka Lucie Křížková. Občianske združenie Dobrý skutok SK bylo založené 5. 3. 2012 za podpory společnosti Broker Consulting a českého Dobrého skutku. V roce 2014 Dobrý skutok SK splnil podmínky a stal se jedním z příjemců 2 procent z daní. Patronkou se stala slovenská reprezentantka v střelecké disciplíně skeet, držitelka světového rekordu a bronzová medailistka z letních olympijských her, od roku 2013 členka Mezinárodního olympijského výboru Danka Barteková.

## ABC Finančního vzdělávání
Obecně prospěšná společnost založená v roce 2011 společností Broker Consulting v reakci na společenskou poptávku má za cíl praktickým vzděláváním zvyšovat finanční stabilitu a sílu českých rodin, šířit osvětu v oblasti osobních financí, přispívat k růstu finanční gramotnosti a rozvoji finančního vzdělávání. Poskytuje služby v oblastech realizace vzdělávacích a osvětových akcí, podpora výuky a vzdělávání jejích nositelů, tvorba pomůcek a materiálů k výuce a sdílení informací a vydavatelská činnost, a to pro školy, instituce a širokou veřejnost. V roce 2013 společnost vydává knihu Jiřího Brabce a kol. Finanční gramotnost srozumitelně a bez překážek. V roce 2018 byl spuštěn první celorepublikový Turnaj tříd ve finanční gramotnosti v on-line hře FinGRplay.cz. Do prvního ročníku této soutěže se zapojilo 80 tříd, 1 200 hráčů, sehráno bylo 10 632 her.

## Broker Point Premium
Franšízové pobočky Broker Point Premium jsou místem, ve kterém mohou lidé sjednávat produkty a služby různých bank i pojišťoven a řešit realitní služby, aniž by museli navštěvovat několik různých filiálek.

### Broker Consulting SICAV
V červnu 2018 založil vlastní investiční fond pod značkou Broker Consulting SICAV. Prvním podfondem je pak OK SMART ETF, který přináší při správě financí kombinaci aktivního i pasivního přístupu, co v porovnání s klasickými podílovými fondy znamená výrazně nižší nákladovost.